# 東大阪市立成和小学校
東大阪市立成和小学校（ひがしおおさかしりつ せいわしょうがっこう）は、大阪府東大阪市南鴻池町にある公立小学校。

## 沿革
- 1887年（明治20年）6月12日 - 三島第48番屋敷に仮校舎を設ける。江北尋常小学校開校。（当時2学級。）
- 1896年（明治29年）4月 - 北江尋常小学校と改称。
- 1896年（明治29年）11月 - 現在地に移転。
- 1922年（大正11年）4月 - 北江尋常高等小学校と改称。
- 1937年（昭和12年）10月 - 盾津第二尋常高等小学校と改称。
- 1942年（昭和17年）4月 - 盾津第二国民学校と改称。
- 1943年（昭和18年）9月 - 盾津西部国民学校と改称。
- 1947年（昭和22年）4月 - 盾津町立盾津西部小学校と改称。
- 1955年（昭和30年）1月 - 河内市立成和小学校と改称。
- 1957年（昭和32年）3月 - 校歌制定。（作詞-安部忠三、作曲-菅生直己。）
- 1967年（昭和42年）2月 - 枚岡、河内、布施の3市合併により東大阪市が誕生。東大阪市立成和小学校に改称。
- 1972年（昭和47年）4月 - 東大阪市立鴻池東小学校分離開校。
- 1979年（昭和54年）10月 - 中央西側木造校舎を鉄筋４階建てに建て替え。
- 1981年（昭和56年）3月 - 中央管理棟2階建て鉄筋校舎完成。
- 1984年（昭和59年）2月 - 管理棟3階普通教室4教室の増築。南西木造4教室は撤去。
- 1986年（昭和61年）7月 - プールが完成。
- 1987年（昭和62年）8月 - 南側木造校舎の撤去。
- 1987年（昭和62年）11月 - 創立100周年記念式典と記念事業が行われる。
- 2002年（平成14年）3月 - 新体育館完成。
- 2007年（平成19年）2月 - 創立120周年記念式典と記念事業が行われる。

## 通学区域
- 北鴻池町、鴻池本町、鴻池元町1〜9番、新庄1丁目、新庄2丁目、新庄3丁目、新庄4丁目、新庄西、新庄東、新庄南、中鴻池町1丁目、中鴻池町2丁目、中鴻池町3丁目4番15〜67号、11〜12番、西鴻池町1丁目、西鴻池町2丁目、東鴻池町4丁目1〜2番、5〜7番、本庄中2丁目、本庄西2丁目、本庄西3丁目、三島1丁目、三島2丁目、三島3丁目、南鴻池町1丁目、南鴻池町2丁目[1]。

## 進路状況
ほとんどの児童は東大阪市立盾津中学校へ進学するが、国私立中学校へ進学する児童もいる。

## 参考資料
- 創立100周年「あゆみ」東大阪市立成和小学校（創立100周年記念誌編集委員会）.成和小学校1987年11月12日発行。